# Melitaea parva
Melitaea parva är en fjärilsart som beskrevs av Gerhard 1882. Melitaea parva ingår i släktet Melitaea och familjen praktfjärilar. Inga underarter finns listade i Catalogue of Life.